# المصنعة (حزم العدين)

تعديل مصدري - تعديل

المصنعة محلة تابعة لقرية الجوز، التابعة لعزلة بني وائل بمديرية حزم العدين إحدى مديريات محافظة إب في الجمهورية اليمنية، بلغ تعداد سكانها 24 حسب تعداد اليمن لعام 2004.